# Alexander Sixtus von Reden

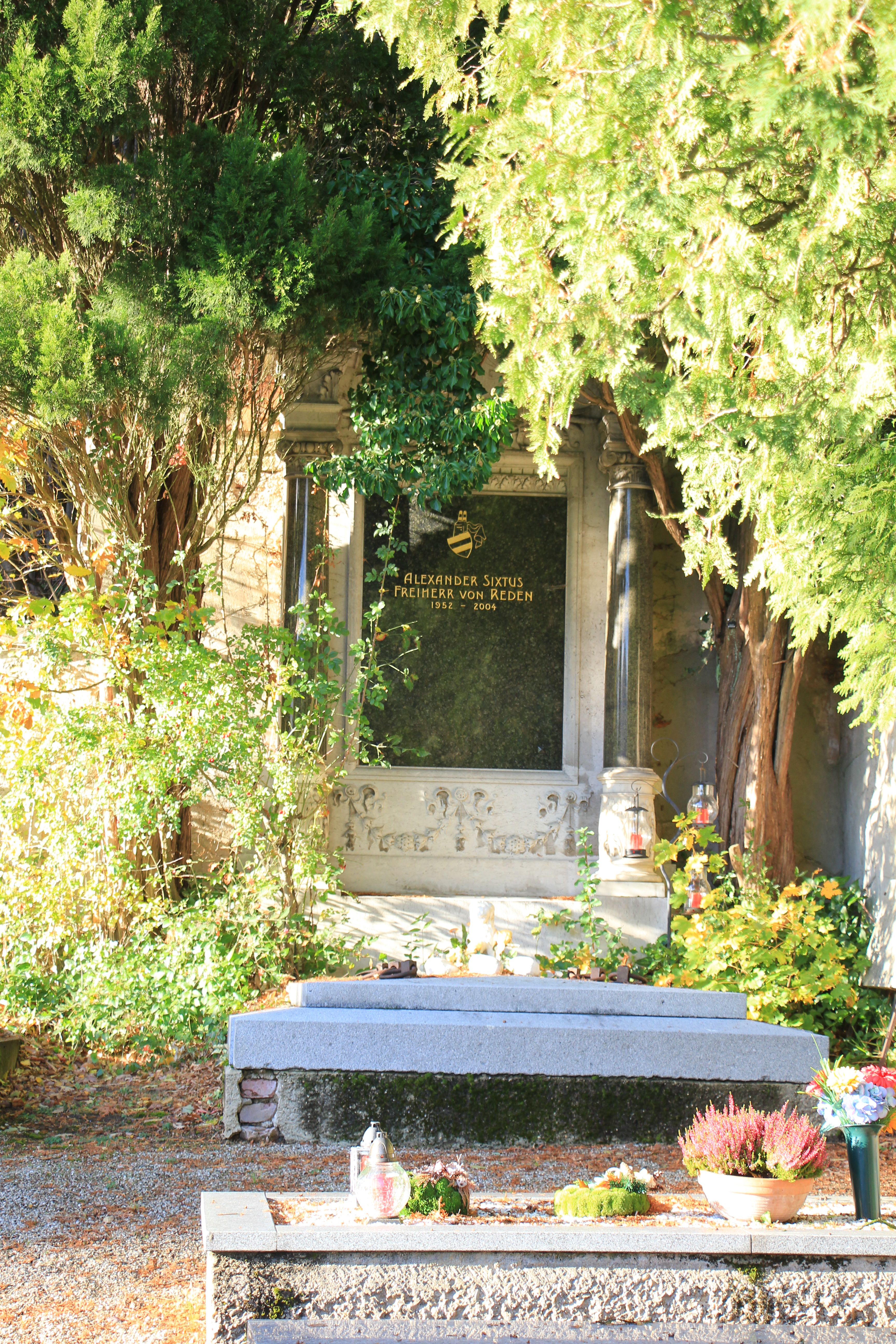
Grab am Kaltenleutgebener Waldfriedhof

Alexander Sixtus Reden (* 1. Mai 1952 in Wien; † 15. Dezember 2004) war ein österreichischer Graphiker, Schriftsteller und Kulturwissenschaftler.
Alexander Reden stammt aus dem deutsch-ungarisch-böhmischen Adelsgeschlecht Reden. Er studierte an der Hochschule für angewandte Kunst in Wien. Als Lehrer unterrichtete er in St. Pölten, Salzburg und Bergamo in Italien Bildnerische Erziehung und Deutsche Literatur. In den Jahren zwischen 1970 und 1984 hatte er zahlreiche Ausstellungen in Österreich, Deutschland, Polen und Italien.
Ab dem Jahr 1976 war er auch publizistisch tätig. So war er ständiger Mitarbeiter des Wiener Journals, der Beilage der Wiener Zeitung, sowie bei der Wochenpresse, Die Furche, der Kleinen Zeitung und anderen.
Er lebte lange Zeit in Kaltenleutgeben in Niederösterreich, in Regau in Oberösterreich, sowie in Cormòns in Friaul.

## Werke
- Vertraute Fremde – Österreichisches aus sechs Ländern erschienen 1978 im Schlager-Verlag
- Furlanische Reise in Zusammenarbeit mit Joseph Schweikhardt 1980 erschienen im Schlager-Verlag
- Österreich – Ungarn Die Donaumonarchie in historischen Dokumenten 1984 erschienen im Nonntal-Verlag (deutsch/ungarisch)
- Hoffnung aus der Vergangenheit – Die Wiederentdeckung Österreichs in Norditalien, 1982, Verlag Styria
- Oberösterreichs heimliche Regimenter: die Bürger- und Schützenkorps von der Gründung bis zur Gegenwart. 1. Auflage, Salzburg: Dr.-Haus-Nonntal-Bücherdienst, 1987
- Eros unterm Doppeladler, Wien: Ueberreuter, 1993, ISBN 3-8000-3495-6
- Lust & Leidenschaft um 1900, Wien: Tosa, 2000, ISBN 3-85492-203-5